# Холл, Роберт Эрнест
Роберт Эрнест Холл (англ. Robert Ernest Hall; род. 13 августа 1943, Пало-Алто, Калифорния, США) — американский экономист.
Бакалавр (1964) Калифорнийского университета (Беркли), доктор философии (1967) Массачусетского технологического института. Преподавал в вузах, в которых получил степени, а также в Стэнфорде.
Академик Национальной академии наук США (с 2004). Президент Американской экономической ассоциации (2010).

## Научный вклад
Разработал систему пропорционального налогообложения и теорию потребления, согласно которой покупатель тратит деньги не с оглядкой на свой сиюминутный доход, а в зависимости от ожидания будущего дохода. Последние свои работы посвятил изучению кризиса и безработицы, выяснив, что безработица растёт не от резкого всплеска увольнений, а от того, что работники долго не могут устроиться на новое место.

## Основные произведения
- «Взаимодействие между ценой и предельными издержками в промышленности США» (The Relation between Price and Marginal Cost in U.S. Industry, 1988);
- «Рациональный потребитель: теория и подтверждение» (The Rational Consumer: Theory and Evidence, 1990);
- «Экономическая теория: принципы и приложения» (Economics: Principles and Applications, 1997, совместно с М. Либерманом);
- «Введение в экономическую теорию» (Introduction to Economics, 2000, совместно с М. Либерманом);
- «Микроэкономика: принципы и приложения» (Microeconomics: Principles and Applications, 2005, совместно с М. Либерманом).
- Почему некоторые страны производят больше на работника чем другие?